# Guvernul Ion Antonescu (1)
Guvernul General Ion Antonescu (1) a fost un consiliu de miniștri care a guvernat România în perioada 4 - 14 septembrie 1940.

## Componența
- Președintele Consiliului de Miniștri

General Ion Antonescu (4 - 14 septembrie 1940)
- Ministrul afacerilor străine

Mihail Manoilescu (4 - 14 septembrie 1940)
- Ministrul de interne

General David Popescu (4 - 14 septembrie 1940)
- Ministrul justiției

Ion V. Gruia (4 - 14 septembrie 1940)
- Ministrul apărării naționale

General Ion Antonescu (4 - 14 septembrie 1940)
- Ministrul economiei naționale

Gheorghe N. Leon (4 - 14 septembrie 1940)
- Ministrul de finanțe

ad-int. Gheorghe N. Leon (4 - 14 septembrie 1940)
- Ministrul agriculturii și domeniilor

ad-int. Gheorghe N. Leon (4 - 14 septembrie 1940)
- Ministrul lucrărilor publice și comunicațiilor

Ion Macovei (4 - 14 septembrie 1940)
- Ministrul muncii

Stan Ghițescu (4 - 14 septembrie 1940)
- Ministrul sănătății și ocrotirii sociale

Victor Gomoiu (4 - 14 septembrie 1940)
- Ministrul educației naționale

Dumitru Caracostea (4 - 14 septembrie 1940)
- Ministrul cultelor și artelor

Radu Budișteanu (4 - 14 septembrie 1940)
- Ministrul propagandei naționale

Nichifor Crainic (4 - 14 septembrie 1940)

## Sursa
- Stelian Neagoe - "Istoria guvernelor României de la începuturi - 1859 până în zilele noastre - 1995" (Ed. Machiavelli, București, 1995)
- Rompres Arhivat în 20 iunie 2010, la Wayback Machine.

| Precedat(ă) de: Guvernul Ion Gigurtu | Guvernul Ion Antonescu (1) 4 - 14 septembrie 1940 | Succedat(ă) de: Guvernul Ion Antonescu (2) |